# CommutAir
CommutAir est une compagnie aérienne régionale américaine, fondée en 1989. Son siège est situé à North Olmsted dans l' Ohio. Elle exploite des vols réguliers pour United Express à partir de l'Aéroport international de Washington-Dulles et de l'Aéroport international de Newark-Liberty principalement vers le Midwest et le Nord-Est américain.

## Flotte
Au mois de décembre 2020, elle exploite les appareils suivants:

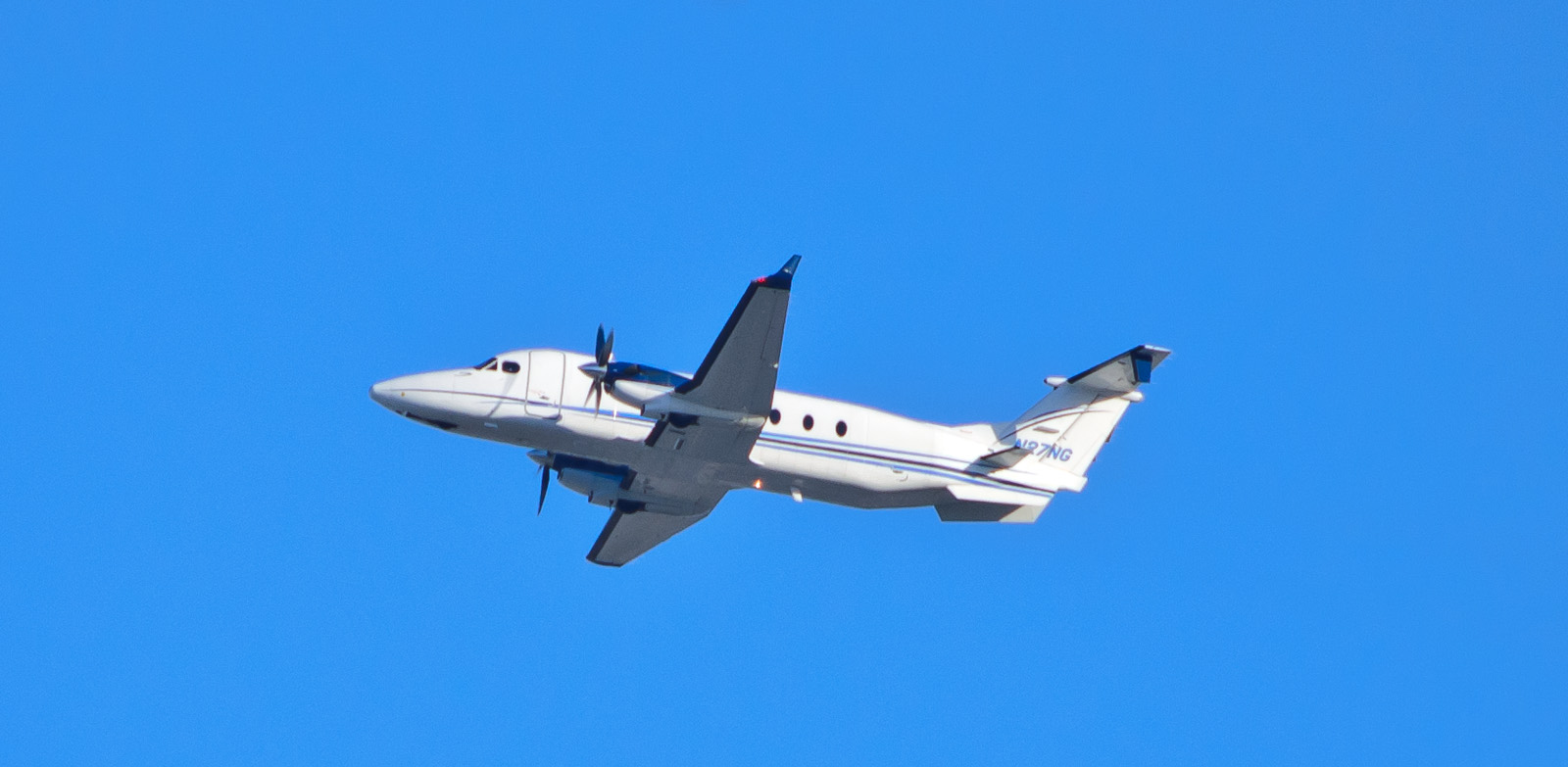
Beechcraft 1900D de CommutAir

| Appareils     | En service | Commandes | Passagers | Notes |  |
| ------------- | ---------- | --------- | --------- | ----- |  |
| Embraer 145XR | 45         | 15        | 50        |       |  |
| Total         | 45         | 39        |           |       |  |